# Чернобрюхая дискоязычная лягушка
Чернобрюхая дискоязычная лягушка, или израильская украшенная лягушка (лат. Latonia nigriventer, ранее Discoglossus nigriventer) — вид из рода Latonia. Считалась вымершей с 1943 года и была вновь обнаружена в 2011 году.
Была известна по нескольким особям, пойманным в 1940 году на восточном берегу озера Хула на севере Израиля. После 1943 года больше не обнаруживалась и считалась исчезнувшей в связи с осушением окружающих озеро болот. Предполагалось существование этого вида на болотах в соседней Сирии.
В 2011 году самца чернобрюхой дискоязычной лягушки поймал инспектор Национального заповедника в Хуле (Галилея); двумя годами позже в результате целенаправленных поисков был пойман и экземпляр женского пола.

## Систематика
Эта лягушка была первоначально отнесена к роду Discoglossus, однако изучение генетических и морфологических особенностей вида после его обнаружения в 2011 году привело к определению в род Latonia, другие представители которого вымерли не менее 15000 лет назад. На основе метода молекулярных часов было подсчитано, что последний общий предок рода Latonia и сестринского ему Discoglossus жил около 32 миллионов лет назад. В связи с этим Latonia nigriventer признана живым ископаемым.

## Охранный статус
В настоящее время (начало 2018) численность лягушек оценивается в двести особей, часть которых содержится в неволе, часть — в природных водоёмах долины Хулы и Голанских высот; существует также неподтверждённое предположение о возможности существования особей в южном Ливане. Однако этого недостаточно, чтобы вид перестал считаться критически уязвимым. Международный Союз Охраны природы и природных ресурсов IUCN и его израильское отделение по-прежнему классифицирует чернобрюхую дискоязычную лягушку как вид «находящийся на грани вымирания».